# Domenico Tinozzi
Domenico Tinozzi (Cugnoli, 27 settembre 1858 – Cugnoli, 21 ottobre 1953) è stato un politico umanista ed erudito italiano.

## Biografia
Nacque da Francesco Paolo ed Elisabetta De Pasquale.  Si laureò in medicina a Napoli ed intraprese inizialmente la carriera universitaria, rientrando poco dopo nel paese natale per necessità famigliari.  Qui esercitò la professione di medico condotto; sposò Maria Volpe dalla quale ebbe una figlia, Aurora.
Seguendo una precoce passione giovanile, fu sempre studioso ed appassionato della cultura latina; in questa lingua scrisse soprattutto versi.  Molto noto come epigrafista, fu autore, tra l'altro, delle iscrizioni latine del "ponte littorio" di Pescara e del motto della Sanità militare ("fratribus ut vita servare", ossia "affinché salviate la vita ai fratelli").  Fu legato a molti uomini di cultura abruzzesi del suo tempo, tra i quali il latinista Luigi Illuminati ed il poeta Cesare De Titta.

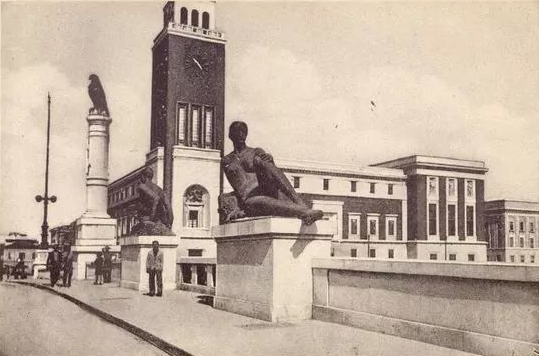
Lo storico ponte Littorio a Pescara, che aveva dei distici latini incisi, scritti da Tinozzi

Nel 1895 fu eletto deputato nella XIX legislatura per il collegio di Penne, succedendo a Gaetano Paolucci, anch'egli medico.  Tenne la carica fino al termine della XXIV legislatura, nel 1919, e poi di nuovo nella XXVI legislatura, dal 1921 al 1924.  Tenne posizioni politiche vicine alla sinistra liberale.
In seguito, dal 1927 al 1934, fu il primo presidente della appena costituita provincia di Pescara; in questo ruolo si adoperò, tra l'altro, per l'acquisto della grande tela di Francesco Paolo Michetti La Figlia di Jorio, allora di proprietà di una istituzione tedesca.  Promosse inoltre la fondazione della Biblioteca provinciale Gabriele D'Annunzio a Pescara. 
Fu nominato nel 1935 Cavaliere dell'ordine mauriziano.
Gli è intitolata una scuola media a Pescara (D.Tinozzi).

## Opere
- Somnium Pantalonis", Stracca, Pescara, 1948
- "Il divenire della donna" Testo di una conferenza di Domenico Tinozzi, pubblicato nel 1906, a favore della parità di diritti tra i due sessi.
- "Minois Judicium" Poemetto satirico sulla XXIV legislatura, con prefazione di G. Sola, traduzione di L. Illuminati e illustrazioni di S. Spadaro; 43pp, Roma, 1919